# Frontera entre Libia y Níger
La frontera entre Libia y Níger (conocida por los libios como "وقحة", mordedura de serpiente) es la línea fronteriza, de trazado poco sinuoso, en sentido este-oeste que separa el noreste del Níger (departamento de Agadez) del suroeste de Libia (distrito de Murzuk) en el África Septentrional. Tiene 354 km de longitud.

## Trazado
Se encuentra en el desierto del Sahara y se extiende desde la triple frontera Libia-Níger-Argelia al oeste, próximo al Trópico de Cáncer, hasta la otra triple frontera de los dos países con Chad. Se considera una de las fronteras más aisladas del mundo, ya que está completamente "inmersa" en medio del desierto, sin ninguna carretera que una los dos países. Sólo unas pocas caravanas de tuaregs suelen pasar por la región. Desde el lado nigerino, el último puesto fronterizo es Madama, sitio de un antiguo fuerte colonial francés construido en 1931, rodeado por una alambrada y un campo de minas terrestres.
La frontera fue heredada de la colonización europea. Italia en 1911 invadió el territorio de Libia conquistándolo al Imperio otomano y lo colonizó en 1934. Después de la Segunda Guerra Mundial los italianos fueron expulsados. El país fue dividido entre Francia y Reino Unido. La independencia se produjo en 1951. La región de Níger fue ocupada por Francia en 1897, se convirtió en una colonia francesa en 1922 y obtuvo su independencia en 1960.